# Андрей Кіска
Андрей Кіска (словац. Andrej Kiska; нар. 2 лютого 1963, Попрад) — словацький політик, підприємець, публіцист і філантроп. Президент Словаччини з 2014 до 2019 року (безпартійний).

## Життєпис
Закінчив Словацьку вищу технічну школу, за освітою інженер-електрик. 1990 емігрував до США, працював на будівництві і на бензоколонці. Через два роки повернувся до Словаччини й зайнявся підприємницькою діяльністю. Володів компаніями, які надавали товари в кредит.
Після відходу з цього бізнесу заснував благодійний фонд, який надає регулярну щомісячну фінансову допомогу сім'ям з хворими дітьми в Словаччині. З 2011 року Фонд працює і в Чехії.
Є автором публікації «Візьміть життя в свої руки».
2006 року читачі тижневика «Trend» обрали його «Менеджером року», а 2011 Андрей Кіска отримав звання лауреата конкурсу «Кришталеве крило» в категорії «Благодійність».
На президентських виборах 2014 він висунув свою кандидатуру як незалежний кандидат.
У першому турі виборів, які відбулись 15 березня 2014 року і в яких взяли участь 14 кандидатів, Кіска набрав 24 % голосів — друге місце після лідера партії «Курс — соціальна демократія» Роберта Фіцо, пройшов у другий тур. 29 березня 2014 року в другому турі отримав підтримку 59,4 % виборців за явки 50,56 %.
15 червня 2014 року офіційно вступив на посаду президента.

## Сім'я
Двічі одружений. Має чотирьох дітей.